# Veronica Swift
Veronica Swift (* 14. Mai 1994 in Charlottesville, Virginia) ist eine US-amerikanische Jazzmusikerin (Gesang, Komposition).

## Leben und Wirken
Swift, die zunächst in Charlottesville aufwuchs, stammt aus einer Musikerfamilie; ihre Eltern sind die Jazzmusiker Hod O’Brien und Stephanie Nakasian. Bereits mit neun Jahren bekam sie Gelegenheit, mit Richie Cole und der Rhythmusgruppe ihres Vaters ein erstes Album einzuspielen, Veronica’s House of Jazz. Mit elf Jahren trat sie in der Veranstaltungsreihe Women in Jazz im  New Yorker Dizzy’s Club Coca-Cola auf; mit 13 Jahren legte sie ihr zweites Album It's Great to Be Alive vor, an dem auch der Saxophonist Harry Allen mitwirkte. Als Jugendliche sang sie aber auch in Rock- und Metal-Bands; zudem komponierte sie die Rockoper Vera Icon, die sie mehrmals aufführte. Zurück im Jazz erhielt ihr Album Lonely Woman (2015) positive Rezensionen der Fachpresse.
Den Bachelor in Jazzgesang erwarb Swift 2016 an der Frost School of Music der University of Miami. Anschließend zog sie nach New York City, wo Emmet Cohen sie in die Szene einführte. Sie fand samstags ein Engagement im Birdland Jazz Club, musste aber zudem auf der Wall Street arbeiteten. 2018 zog sie zurück nach Charlottesville, um von dort aus zu wirken.
Bei Mack Avenue Records legte Swift drei Alben unter ihrem Namen vor, etwa This Bitter Earth (2021) und zuletzt in bewusster Überschreitung der Grenzen des Jazz ihr gleichnamiges Album. Zudem trat sie mit Chris Botti, Benny Green und Michael Feinstein auf; außerdem tourte sie mit Wynton Marsalis und dem Jazz at Lincoln Center Orchestra. Im Bereich des Jazz zählt Tom Lord zwischen 2004 und 2023 17 Aufnahmesessions, an denen sie beteiligt war.
Swift gilt als Sängerin „mit vielen Stimmen“, die sie einsetzen kann, um „ein schwindelerregendes Kaleidoskop von Stimmungen“ zu erzeugen; nach Ansicht von Bill Milkowski verfügt sie über eine perfekte Tonlage und Phrasierung.

## Preise und Auszeichnungen
Swift war Finalistin beim Thelonious-Monk-Wettbewerb 2015. Beim Down Beat Critics Poll 2020 erreichte sie den ersten Rang als „Rising Star“ in der Kategorie  Beste Sängerin. Ihr Album This Bitter Earth errang fünf Sterne im Down Beat.

## Diskographische Hinweise
- Veronica's House of Jazz (SNOB, 2004), mit Richie Cole, Hod O’Brien, Pete Spaar, Ronnie Free, Stephanie Nakasian
- It's Great to Be Alive! (SNOB, 2007), mit Harry Allen, Hod O’Brien, Lee Hudson, Neal Miner, Jeff Brillinger, Stephanie Nakasian
- Lonely Woman (2015), mit Emmet Cohen, Benny Bennack III, Daryl Johns, Matt Wigler, Scott Lowrie
- Jeff Rupert with Veronica Swift Let's Sail Away (Rupe, 2017), mit Dan Miller, Christian Herrera, Saul Dautch, Richard Drexler, Charlie Silva, Marty Morell
- Benny Green: Then and Now (2018), mit Anne Drummond, David Wong, Kenny Washington, Josh Jones
- Confessions (Mack Avenue, 2019)
- This Better Earth (Mack Avenue, 2021), u. a. mit Emmet Cohen,  Yasushi Nakamura, Bryan Carter
- Veronica Swift (Mack Avenue, 2023)[5]